# Piloti (glazbeni sastav)
Piloti je rock sastav iz Beograda. Osnovan je 1981. i bio je dio jugoslavenske nove val scene, ali ipak sastav se kasnije glazbeno okreće ka pop rocku, i postaju jedan od najpoznatijih pop rock sastava 1980-ih i ranih 1990-ih godina na područjima bivše Jugoslavije. Do raspada sastava dolazi 1997., da bi do ponovnog ujedinjenja došlo 2009. pod nazivom
Kiki Lesendrić & Piloti.

## Povijest

### Period novog vala (1981.—1982.)
Sastav je osnovan 1981., od bivših članova sastava Kako, a njihovo najveće ostvarenje je bilo to što su svirali kao predgrupa 
Bijelom dugmetu na koncertu na stadionu JNA 1979. Originalna postava sastava piloti bili su:
Zoran "Kiki" Lesendrić (vokal, gitara), Dragan Andrić (bas-gitara), Goran Bogićević (gitara) i Nenad Antanasijević (bubnjevi).
Prvi album Piloti objavljuje PGP RTB 27. kolovoza 1981., a producent na albumu bio je bivši gitarista sastava Generacija 5, Dragan Jovanović. Sve pjesme na albumu je napisao i skladao Lesandrić, osim "Imam diplomu", "Svi smo mi ponekad anđeli" i "Veseli momci", koje su zajedno napisali Lesandrić i Goran Bogićević. Pjesma "Ne veruj u idole" odmah je postala hit, i pojavila se na nekoliko kompilacijskih ploča novog vala.
Poslije uspješnog prvog albuma, objavljuju i drugi Dvadeset godina kojeg je PGP RTB objavio 20. travnja 1982. a producent je bio Saša Habić. Sve pjesme je napisao i skladao Lesandrić uključujući i hitove "Dvadeset godina", "Noć u gradu", "Džoni je krenuo u rat" i "Ja sam jurio za vetrom". Krajem 1982., sastav započinje rad na njihovom trećem studijskom albumu, Zvuci civilizacije, koji pak nije nikada objavljen jer je Lesandrić morao ići na služenje vojnog roka.

### Rock godine (1984.—1991.)
Piloti se ponovo okupljaju krajem 1984., s potpuno novom postavom u kojoj je jedino Kiki Lesendrić, bio iz prve postave sastava. Ovu novu postavu su sačinjavali: Zoran "Ćera" Obradović (bubnjevi), Safet "Saja" Petrovac (gitara) i Miško "Plavi" Petrović, bivši član sastava D' Boys (bas-gitara).
Treći album Kao ptica na mom dlanu objavljen je 25. svibnja 1987., kojeg je za PGP RTB producirao Dušan Petrović "Šane". Autor svih pjesama bio je Lesendrić, osim pjesama "Noć čeka nas" koju je zajedno napisao s Bogićević i "Pišem po zidu" koju je napisao u suradnji s Ilijom Stankovićem.
Veliki broj glazbenika sudjelova je na snimanju albuma: Dejan Grujić (bas-gitara), Darko Grujić (klavijature), Vlada Negovanović (gitara), Enco Lesić (klavijature), Valdet Šaćiri (klavijature), Jovan Maljoković (saksofon), Nenad Stefanović "Japanac" (bas-gitara), Bane Lesendrić (prateći vokal), Oliver Mandić, Momčilo Bajagić "Bajaga", Kornelije Kovač, Zana Nimani i drugi. Najveći hit s ovog albuma bila je pjesma "Kao ptica na mom dlanu" a drugi hitovi su bile pjesme "Kada sanjamo", "Rekla je da u mojoj glavi čuje gitare i bubnjeve" i "Devojka bez imena" ).
Četvrti album Osmeh letnje noći ovaj put za PGP RTB producira sam sastav a objavljen je 11. svibnja 1988. Autor svih pjesama bio je Lesandrić. Glazbenici koji su pridonijeli na snimanju albuma su bili: Saša Lokner (klavijature), Bane Lesendrić (prateći vokal), Viktorija (prateći vokal u pjesmi "S tvoje strane ulice") i Zoran Vračević (udaraljke). Najveći hit s ovog albuma bila je pjesma "Leto" dok su manji hitovi bile pjesme: "Ako misliš da sam tužan" i "Ona". Tijekom 1989., gitarist Petrovac napušta sastav a novi član postaje Bane Lesandrić, Kikijev brat.
Peti album Neka te Bog čuva za mene za PGP RTB ponovno producira sam sastav a objavljen je 29. ožujka 1990. Autor svih pjesama bio je Kiki Lesandrić osim za pjesme  "Jedino što nam ostaje" (obrada pjesme od Petea Townshenda) i "Tiho, tiho" čiji autor je bio Bane Lesandrić. Laza Ristovski sudjelovao je na albumu svirajući klavijature na dvije pjesme. Specijalni gosti bili su: Goran Bregović (solo gitara na pjesmi "Tiho, tiho"), Jovan Maljoković (saksofon), Darko Grujić (prateći vokal) i pjevačica sastava Zana Jelena Galonić (prateći vokal). Najveći hit s ovog albuma bila je pjesma "Tajna je u tebi skrivena" a manji hitovi su bile pjesme "Tiho, tiho" i "Neka te bog čuva za mene". Sljedeće godine 22. kolovoza 1991. PGP RTB objavljuje kompilacijski album sastava Piloti Najveći hitovi 1981-1991

### Komercijalni vrh i razlaz (1993. – 1997.)
Godine 1993. Piloti objavljuju soundtrack za film Zaboravljeni za PGP RTS. Pjesme je napisao Lesandrić, Marina Tucaković, Goran Bregović (pjesmu "Spavaju li oči nebeske" i Laza Ristovski ("Zaboravljeni"). Gosti na ovom albumu pored Gorana Bregovića, bili su Marko Nafta, Nenad Stefanović "Japanac", Bata Božanić i drugi. Najveći hit s ovog albuma bila je pjesma  "Zaboravljeni", a druga dva hita bile su pjesme "Čini mi se da" i "Kao da je mesec stao za nas dvoje".
Između 1993. i 1996., Piloti su zamrznuli svoj rad jer je Kiki Lesendrić surađivao s drugim srbijanskim glazbenicima. Ponovno se pojavljuju na pozornici 1996. na Budvanskom glazbenom festivalu s pjesmom "Neverna si" a u studenom 1996. beogradska Komuna objavljuje njihov posljednji album Dan koji prolazi zauvek kojeg su producirali Kiki Lesendrić i Igor Borojević. Sve pjesme su skladali Kiki i Zoran Babović. Gosti na albumu bili su: Nenad Stefanović "Japanac" (bas-gitara), Nenad Jelić (udaraljke, vokal), Ana Popović (gitara), Goran Bregović, Maksa Ćatović, Aca Milenković, Miša Amadeus i drugi. Manji hitovi su bile pjesme "Neverna si" i "Dan koji prolazi zauvek". Sastav se razilazi 1997., i Bread Ventures Records objavljuje kompilacijski album Ne veruj u idole - Hitovi iste godine.

### Kiki Lesendrić & Piloti (2009.-danas)
Objavom solo albuma Mesec na vratima 2008., Lesendrić započinje turneju Svet je lep kada sanjamo, tijekom koje nastupa s nazivom Kiki Lesendrić & Piloti. Iste godine, PGP RTS objavljuje kompilacijski album Najveći hitovi.
Sastav je tijekom 22 dana održao koncerte u Srbiji, Bosni i Hercegovini, Hrvatskoj, Poljskoj i Italiji. Nastupi na beogradskom festivalu piva i u novosadskom SPENS centru objavljeni su kao live album a DVD je objavljen 2010. pod nazivom Svet je lep kada sanjamo - turneja 2009
Godine 2012., objavljuje album Slučajno i zauvek (Accidentally and Forever). Pored Lesendrića, dio materijala napisali su Mlađan Dinkić i Đorđe Balašević.

## Diskografija

### Studijski albumi
- Piloti (1981.)
- Dvadeset godina (1982.)
- Kao ptica na mom dlanu (1987.)
- Osmeh letnje noći (1988.)
- Neka te bog čuva za mene (1990.)
- Zaboravljeni (1993.)
- Dan koji prolazi zauvek (1996.)
- Slučajno i zauvek (Kiki Lesendrić & Piloti; 2012.)
- Širom zatvorenih očiju (2016.)

### Kompilacijski albumi
- Najveći hitovi 1981-1991 (1991.)
- Ne veruj u idole - Hitovi (1997.)
- Najveći hitovi (2009.)

### Live albumi
- Svet je lep kada sanjamo - turneja 2009 (kao Kiki Lesendrić & Piloti, 2010.)

### Videoalbumi
- Svet je lep kada sanjamo - turneja 2009 (kao Kiki Lesendrić & Piloti, 2010.)

## Vanjske poveznice
- Kiki Lesendrić & Piloti - službena stranica  Arhivirana inačica izvorne stranice od 7. listopada 2013. (Wayback Machine)
- Piloti na Discogs
- Tekstovi pjesama na Svaštari